# Homerun (álbum de Gotthard)
Homerun es el quinto álbum de estudio de la banda suiza de hard rock Gotthard, lanzado en 2001.

## Lista de canciones
Todas las canciones escritas y compuestas por Steve Lee, Leo Leoni y Chris Von Rohr, excepto las que se indican. 
| N.º   | Título                     | Escritor(es) | Duración |  |
| 1.    | «Wun Ga-Li» (instrumental) |              | 0:29     |  |
| 2.    | «Everything Can Change»    |              | 4:02     |  |
| 3.    | «Take It Easy»             |              | 3:41     |  |
| 4.    | «Light in Your Eyes»       |              | 3:56     |  |
| 5.    | «Heaven»                   |              | 4:33     |  |
| 6.    | «Lonely People»            |              | 3:24     |  |
| 7.    | «Eagle»                    |              | 5:06     |  |
| 8.    | «End of Time»              |              | 3:25     |  |
| 9.    | «Say Goodbye»              |              | 4:23     |  |
| 10.   | «Reason to Live»           |              | 4:51     |  |
| 11.   | «Come Along»               |              | 4:49     |  |
| 12.   | «Homerun»                  |              | 6:10     |  |
| 48:47 |                            |              |          |  |

Versión asiática (MICP-10227): bonus track

|     |                 |          |  |  |  |  |  |  |  |  |
| N.º | Título          | Duración |  |  |  |  |  |  |  |  |
| 13. | «Dirty Weekend» | 3:47     |  |  |  |  |  |  |  |  |

## Posición en las listas
Homerun debutó en el puesto #1 del chart suiza de ventas en 2001 y permaneció en ese lugar por seis semanas consecutivas.
| Lista (2001) | Mejor posición |
| ------------ | -------------- |
| Alemania     | 14             |
| Austria      | 51             |
| Suiza        | 1              |

## Créditos y personal
- Voz - Steve Lee
- Coros - Leo Leoni
- Bajo - Marc Lynn, Steve Bishop
- Guitarra - Leo Leoni, Freddy Scherer
- Batería - Hena Habegger
- Teclados - Cat Gray
- Percusión - Cat Gray
- Composición - Steve Lee, Leone Leoni y Chris Von Rohr
- Arreglos - Chris Von Rohr
- Mezclas – Phil Kaffel
- Fotografía - Bernhard Kühmstedt
- Dirección de arte - Thomas Sassenbach